# قوه خیال
در فلسفه صدرایی، قوه خیال یکی از قوای ادراکی باطنی نفس است؛ که خزانهٔ نگهداری صور خیالی دریافتی حس مشترک است. از نظر ملاصدرا، قوة خیال را مدرِک (درک کننده) نیست بلکه معین بر ادراک و یک نگه دارنده صور خیالی است. زیرا اگر مدرک نیز باشد، باید همهٔ صور موجود در آن بالفعل درک شوند، در حالی که چنین نیست.